# Politețe

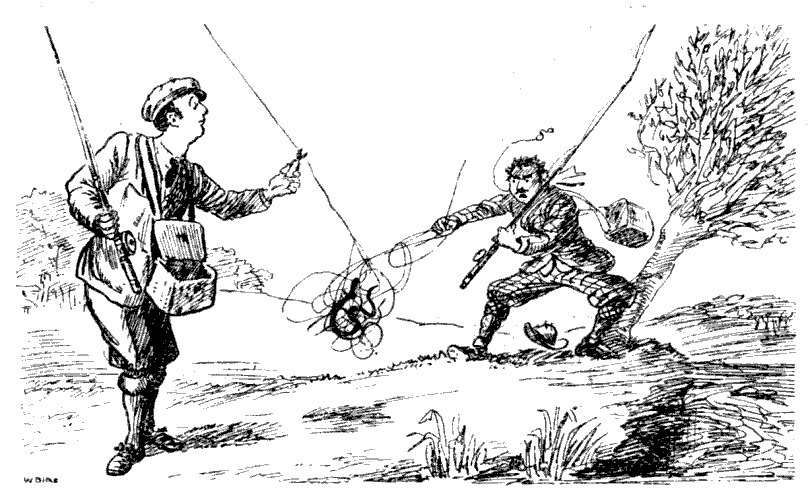
Politețe - caricatură

Politețea este o virtute. Ea se referă la comportamentul respectuos, conform cu buna-cuviință, față de alte persoane. Opusul ei este bădărănia.
Din punct de vedere social, politețea aparține purtării, iar din punct de vedere sociologic, aparține de normele sociale.
Spre deosebire de amabilitate, cu care sunt tratate persoanele intime, politețea este deseori exprimată prin comportament respectuos distanțat. 
Politețea depinde de cultură și de epocă.

## Exemple de politețe din cultura occidentală
- Partenerul de discuție nu este pus într-o situație jenantă sau penibilă.
- Se mulțumește când s-a primit ceva.
- Se salută la întâlnire sau la despărțire. Ignorarea salutului este un exemplu cras de bădărănie.
- Se bate la ușă înainte de a intra.
- Persoanele în vârstă sau femeile sunt tratate cu prioritate.
- Exprimarea are loc în mod respectuos, cu folosirea pluralului de politețe acolo unde există.